# Temple protestant de Bolbec
Le temple protestant de Bolbec est un édifice religieux situé rue Pasteur à Bolbec, en Normandie. Il est inauguré le 25 décembre 1797. La paroisse est membre de l'Église protestante unie de France.

## Histoire
À partir de la révocation de l'édit de Nantes en 1685, les protestants persécutés ne peuvent se réunir pour pratiquer leur culte. La Déclaration des droits de l'homme et du citoyen de 1789 autorise de nouveau la liberté de conscience et d'expression. Le réfugié protestant Jean Guillard, né à Bolbec, meurt à Londres en 1782 et légue 6 000 livres pour bâtir un temple dans sa ville. Les plans du temple sont dressés en 1792 par l'architecte Fouache. Le temple est inauguré le jour de Noël le 1797. Il abrite des tables de la Loi. En 1837, une tribune pour les musiciens est installé au-dessus de l'entrée. L'orgue est construit par Aristide Cavaillé-Coll et est installé fin mai 1852,.
L'entrée monumentale est construite en 1877. Elle se compose de quatre colonnes ioniques rehaussées d'un fronton triangulaire, un style classique faisant référence à l'architecture civile de la Troisième République et affirmant la place retrouvé des protestants dans l'espace public. Sur le tympan s'affiche une composition en bas-relief, avec une Bible ouverte typique des églises réformées, portant sur une croix inclinée. Sur la feuille de droite est gravée « la sainte Bible » et celle de gauche « Les saints Évangiles ». La Bible est accompagnée à droite d'une gerbe de blé, à gauche d'un cep de vigne avec grappe, signifiant les éléments eucharistiques, le pain et le vin. À une branche de cep est suspendu une aiguillère et un calice. Sur la frise est gravé en lettres capitales « Église réformée de France ».
Le temple est inscrit au titre des monuments historiques par arrêté du 16 octobre 1986,. Aujourd'hui, Bolbec fait partie de la paroisse de l'Église protestante unie de la Côte d'Albâtre / Caux, de même que de Saint-Romain de Colbosc, Fécamp, Goderville, Valmont et Fauville-en-Caux.